# Franz Pfanner

Franz Pfanner

Franz Pfanner OCSO (* 21. September 1825 in Langen bei Bregenz als Wendelin Pfanner; † 24. Mai 1909 in Emaus, Südafrika) war Trappist, Priester, Abt und Missionar.

## Leben
Wendelin Pfanner wurde 1850 nach beendetem Theologiestudium zum Priester geweiht. Zunächst wirkte er als Pfarrer von 1850 bis 1858 in Haselstauden. Im Jahr 1863 trat er in die Abtei Mariawald ein. Ein Jahr später legte er dort die Profess ab, erhielt den Ordensnamen Franz und wurde wenige Wochen danach zum Subprior ernannt. 1865 übernahm er das Amt des Novizenmeisters.
Am 23. Juli 1867 wurde Pfanner ausgesandt, um in Österreich ein neues Kloster zu gründen. Dieser Gründungsversuch scheiterte jedoch. Daraufhin wollte Pfanner eine Neugründung im heutigen Kroatien versuchen, wurde jedoch durch ein Schreiben des Abtes der Abtei Oelenberg, dem Mutterkloster der Abtei Mariawald, daran gehindert. Pfanner ging sodann nach Rom. Dort beauftragte ihn Papst Pius IX., die Abtei Tre Fontane wieder aufzubauen. Nachdem Pfanner diesen Auftrag erfüllt hatte, begab er sich in das heutige Bosnien, um dort eine Klosterneugründung zu versuchen. Im Frühjahr 1869 begann er bei Banja Luka mit der Gründung des Klosters Mariastern. 1872 wurde er dessen Prior. 
1879 brach Pfanner – gerufen von Bischof James Ricards – nach Natal im heutigen Südafrika auf, um dort eine Klosterneugründung zu versuchen. 1880 traf Pfanner dort mit 31 weiteren Mitbrüdern ein und gründete zuerst die Niederlassung Dunbrody, die aber wegen der schlechten klimatischen Bedingungen und eines Zerwürfnisses mit Bischof Ricards fehlschlug. Darauf zogen die Trappisten 1882 weiter und gründeten das Kloster Mariannhill, dessen erster Abt er 1885 wurde (Nachfolger: Amandus Schölzig). Zudem gründete Pfanner im gleichen Jahr die Missionsschwestern vom Kostbaren Blut.
Kloster Mariannhill entwickelte sich zu einer Missionsstation. Da die Missionstätigkeit mit dem beschaulichen Trappistenleben nicht vereinbar war, wurde das Kloster Mariannhill 1909 von Papst Pius X. vom Trappistenorden getrennt und zum Mutterhaus der Mariannhiller Missionare erhoben. Pfanner gab nach einjähriger Suspendierung aufgrund einer Visitation von Mariannhill 1892 das Amt des Abtes auf und lebte bis zu seinem Tod am 24. Mai 1909 als Eremit auf der Missionsstation Emaus.
Pfanners lebensgroße Statue befindet sich im Schlosshof von Kloster Wernberg.

## Anerkennung
- 1926: Gedenktafel an der Pfarrkirche Hl. Sebastian in Langen bei Bregenz
- 1981: Ein Seligsprechungsprozess für Franz Pfanner wurde eingeleitet.